# Sixte augmentée

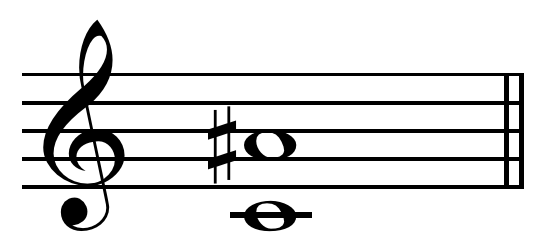
Une sixte augmentée do-la dièse.

En musique, la sixte augmentée est un intervalle de sixte majeure augmentée d'un demi-ton chromatique. Dans un tempérament égal à douze demi-tons (gamme tempérée), la sixte augmentée est l'équivalent enharmonique de la septième mineure. 

## Intervalle de sixte augmentée
Il n’y a pas d’intervalle de sixte augmentée dans les gammes naturelles, que ce soit dans la gamme majeure ou dans la gamme mineure.
La sixte augmentée est toujours le résultat d’une altération par rapport à une sixte majeure.
En règle générale, cette altération transforme la note supérieure en sensible (Fa#) de la dominante (Sol), la base de l’intervalle étant alors un Lab, donc le sixième degré d’une gamme de do mineur. C’est dans cette fonction que l’on rencontrera naturellement cet intervalle.

## Accord de sixte augmentée

### Résolution de l’accord
Dans une tonalité de Do (en principe mineur), la basse de l’accord de sixte est en principe le 6ème degré bémolisé (La♭ dans une tonalité de Do mineur), tandis que sa voix supérieure est le quatrième degré diésé (donc Fa♯ dans une tonalité de Do mineur). 
Dans cette forme élémentaire, la sixte augmentée se résout par glissement du Fa♯ vers le Sol supérieur et du La♭ vers le Sol inférieur.
Par rapport à la tonalité de Do, les deux notes de l’intervalle de sixte augmentée se résolvent donc l’une et l’autre sur Sol, solide duplication à l’octave de la dominante du mode qui va encadrer le reste de l’accord. C’est à cause de cet encadrement, de la résolution par doublure de la dominante, que l’accord de sixte augmentée est pratiquement toujours employé dans cette position de premier renversement, le sixième degré à la basse.
L’accord se résout globalement sur un accord de Sol, à valeur de dominante, accord de dominante qui devra lui-même se résoudre normalement sur l'accord de tonique : un accord de Do.
Ainsi, la sixte augmentée a généralement une fonction de prédominante.

### Trois formes d’accord

Les trois types d'accords de sixtes augmentées en Do mineur et Do majeur, avec la réécriture enharmonique de la sixte allemande

On distingue trois types de sixte augmentée : la sixte dite italienne (à 3 sons), la sixte dite allemande et la sixte dite française (toutes les deux à 4 sons distincts).
Dans le ton de Do mineur,
la sixte italienne résulte directement de la hausse du Fa, le transformant en sensible du cinquième degré, et comprend simplement les trois notes La♭, Do, Fa♯. La basse chiffrée par rapport au La♭ est simplement  ♯6, la basse étant alors sur le sixième degré de la gamme mineure correspondante. On peut donc l’analyser comme un accord de fa mineur dans son premier renversement (6), le Fa étant accidentellement diésé.
Dans un contexte de prédominante, l’accord précédent peut s’interpréter comme un accord de prédominante du deuxième degré (Ré Fa La♭Do) incomplet, où le Fa serait augmenté pour marquer la sensible du cinquième degré.
La sixte française, qui correspond au deuxième renversement de cet accord complet, comprend alors les quatre notes, La♭, Do, Ré, Fa♯.
Elle peut aussi être interprétée comme une modulation en Ré7, prédominante de Sol (Re Fa♯La Do), dans lequel le La est abaissé par emprunt au mode mineur, anticipant une résolution sur le Sol grave. La basse chiffrée par rapport au La♭ est alors ♯643, deuxième renversement d’un accord de septième (43) du deuxième degré (basse La♭) dont la sixte est accidentellement augmentée.
L’accord peut de même s’interpréter comme un accord de septième du quatrième degré (Fa La♭ Do  Mi♭) incomplet, où de même, le Fa serait augmenté en sensible.
La sixte allemande correspond alors au premier renversement de cet accord, formée par les quatre notes La♭, Do, Mi♭, Fa♯. Son chiffrement est  ♯65, premier renversement d’un accord de septième (65) du quatrième degré (donc basse La♭), dont la sixte a été augmentée (♯6).

### Enchaînement au cinquième degré

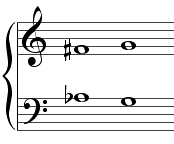
Résolution à l'octave de la sixte augmentée.

L’accord de sixte augmentée se résout normalement sur un accord de cinquième degré, le La♭ ayant un mouvement obligé vers le sol grave, et le Fa♯ un mouvement obligé vers le Sol aigu. Dans les sixtes augmentées italiennes et françaises, ce mouvement ne soulève pas de difficulté, les autres notes de l’accord (Si et Ré) se plaçant naturellement. Dans le cas de l’accord de sixte augmentée allemand, en revanche, le passage direct à l’accord de dominante entraîne un mouvement du Mi♭ vers le Ré, conduisant à des quintes parallèles par rapport à la basse. Bien que ce mouvement soit admis dans ce cas, il est le plus souvent évité par un accord de quarte et sixte de cadence.
En majeur, et lorsqu'elle est suivie d'un accord de quarte et sixte, c'est-à-dire du second renversement cadentiel de l'accord tonique, la sixte allemande doit être réécrite enharmoniquement, car sa quinte ne se résout plus sur le deuxième degré par demi-ton descendant comme elle l'aurait fait si elle avait été suivie de l'accord de dominante, mais sur le troisième degré, la tierce de l'accord de tonique. Cette quinte est donc réécrite en tant que quarte doublement augmentée. Ainsi, en Do majeur, le Mi♭ devient Ré♯ car il ne se résout pas sur le Ré (quinte de l'accord de Sol) mais sur le Mi (tierce de l'accord de Do). Cet accord est parfois aussi appelé sixte suisse, du fait qu'elle contient un élément de la sixte allemande (les notes) et un élément de la sixte française (le ré).

## Modulation enharmonique

### Sixte augmentée allemande
Bien que l'intervalle entre le  La♭ et le Fa♯ soit une sixte augmentée et non une septième mineure, ces deux intervalles sont enharmoniquement similaires, et les sixtes allemandes sont même enharmoniquement identiques  aux accord de septième de dominante avec fondamentale.
Ce qui les différencie n'est ainsi pas leurs notes en tant que telles, mais leurs fonctions.
En effet, là où un accord de sixte augmentée porté par La♭ va se résoudre sur la dominante Sol, un accord enharmonique de La♭7 devrait se résoudre sur un accord de Ré♭.
L’accord de sixte augmentée peut ainsi également être utilisée comme accord pivot dans une modulation enharmonique, c'est-à-dire en se transformant (fonctionnellement) en accord de 7ème de dominante, permettant une modulation de do mineur vers une tonalité de Ré♭.

### Sixte augmentée française
L’accord de sixte augmentée française (La♭Do Ré Fa♯) superpose une tierce majeure (La♭Do) et une seconde majeure (Do Ré) pour former un triton (La♭Ré) ; l’intervalle suivant (Ré Fa♯) est également une tierce majeure dont la basse est à un triton (Ré La♭) de l’octave. Autrement dit, le deuxième renversement d’un accord de sixte augmentée française est enharmonique d’un accord de même nature, mais transposé d’un triton.
De ce fait, l’accord La♭Do Ré Fa♯ peut se réécrire Ré Fa♯ Sol♯ Si♯, et au lieu de se résoudre sur un accord de Sol (dominante de Do), se résoudre par modulation enharmonique sur un accord de Do dièse, dominante d’une tonalité de Fa dièse.